# North Tamerton
 (septembre 2023).
North Tamerton est une paroisse civile et un village des Cornouailles, en Angleterre.